# Fisker Karma
«Fisker Karma» — спортивный седан люкс класса с гибридным электро-бензиновым приводом разработанный фирмой «Fisker Automotive». В 2011-2012 годах производство было локализовано на заводе «Valmet Automotive» в Финляндии.

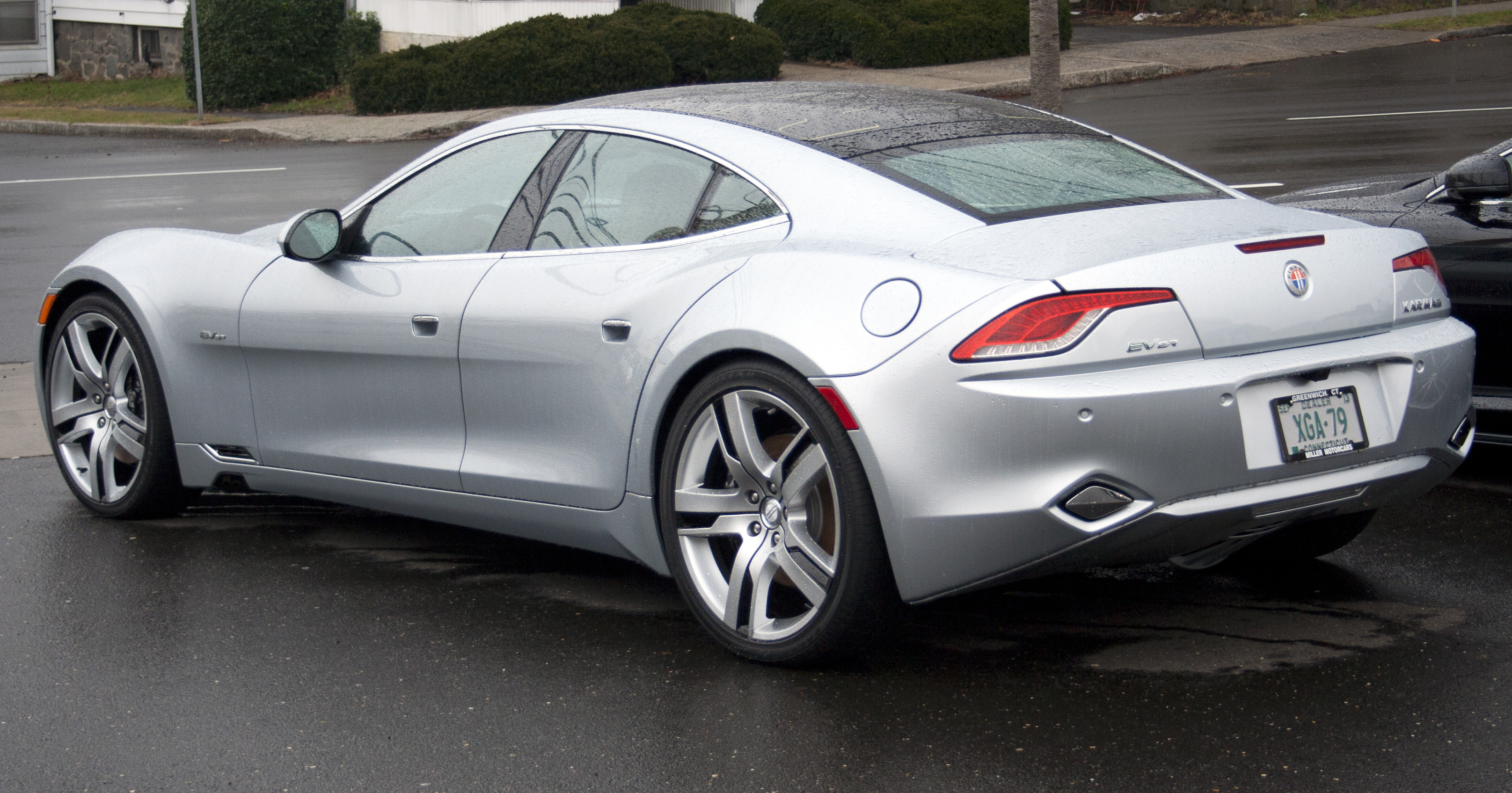
Fisker Karma, 2012 г.

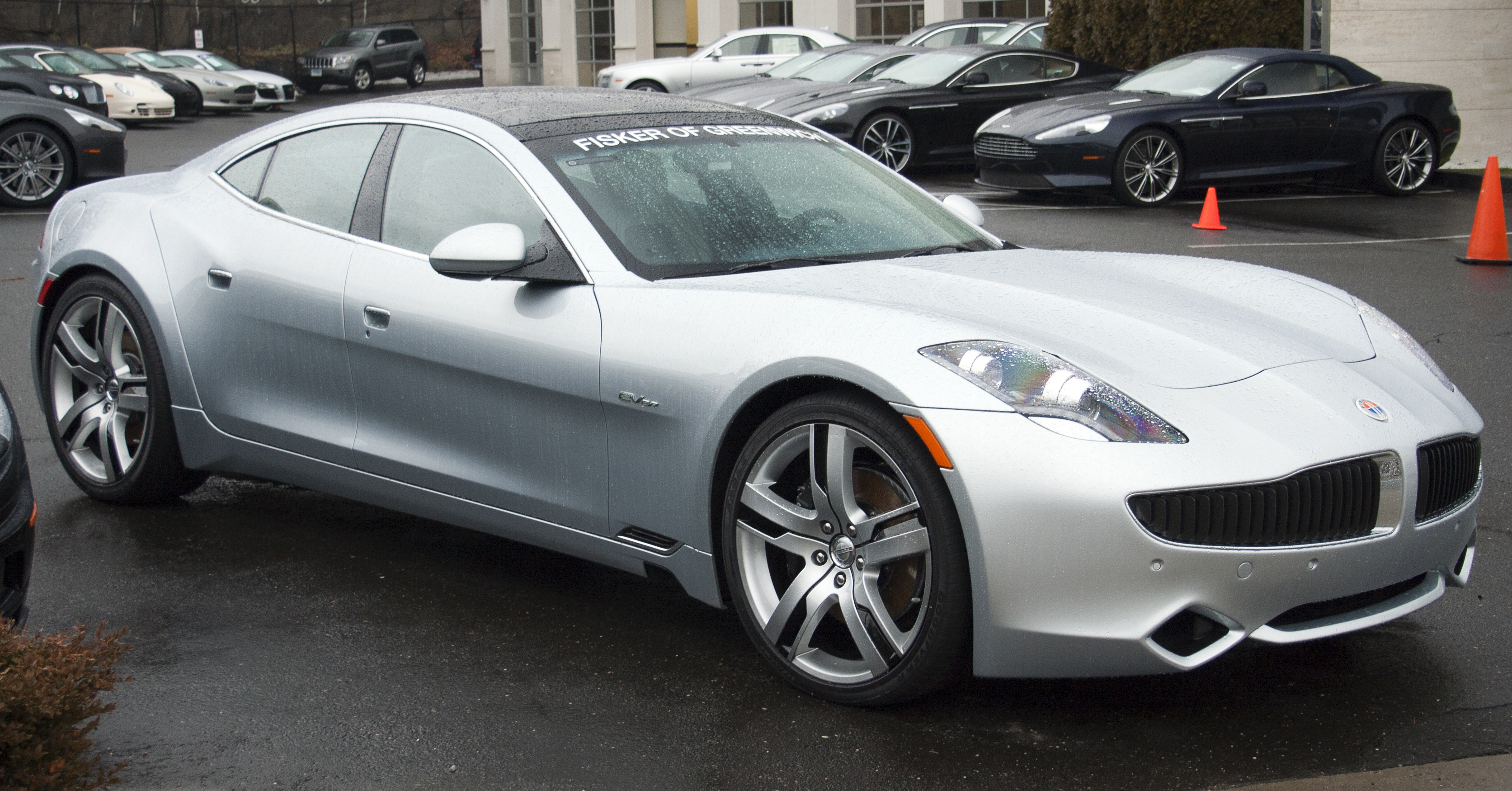
Fisker Karma, 2012 г.

Впервые представлен на автосалоне в Детройте в 2008 году. Пропустил свой первоначальный запуск в конце 2009 года, и после того, как запуск был перенесён несколько раз, первые поставки начались в США только в конце июля 2011 года, а поставки розничным клиентам в ноябре 2011 года. Цены в США стартовали от $102 000 за базовую модель, и от $116 000 за топ-модель.
В 2014 году марка выкуплена китайским производителем «Wanxiang». Производство локализовано в Калифорнии на заводе «Karma Automotive». К 2019 году линейный ряд был обновлён («Revero GT», «Revero GTS»), разработаны концепты спортивных родстеров электромобилей «Karma SC1» и «Karma SC2».